# Isola Engalyčeva
L'isola Engalyčeva (in russo остров Енгалычева?) è un'isola della Russia nel mare di Ochotsk. Amministrativamente appartiene al Karaginskij rajon del Territorio della Kamčatka, nel Circondario federale dell'Estremo Oriente. L'isola si trova vicino alla costa occidentale della Kamčatka, nella baia della Penžina, a sud-ovest di capo Božedomov, l'estremità della penisola Tobizena (полуостров Тобизена). Il tratto dall'isola a capo Božedomov è disseminato di scogli, che circondano anche l'isola.
L'isola, prima della rivoluzione, si chiamava isola del Principe Engalyčev. In direzione nord-est, vicine alla costa, si trovano le isole Ivin'ičaman e Konus.